# بونيرة متضيقة
بونيرة متضيقة (الاسم العلمي:Ponera coarctata) هي نوع من حشرات تتبع جنس البونيرة من فصيلة النمليات.